# Pyrilia pulchra
Pyrilia pulchra е вид птица от семейство Папагалови (Psittacidae).

## Разпространение
Видът е разпространен в Еквадор и Колумбия.